# Viciria mondoni
Viciria mondoni är en spindelart som beskrevs av Berland, Millot 1941. Viciria mondoni ingår i släktet Viciria och familjen hoppspindlar. Inga underarter finns listade i Catalogue of Life.